# Cordão do Galo - Folguedo Popular do Pará (Documentário)
O Documentário Cordão do Galo - Folguedo Popular do Pará foi gravado em 2022, em Cachoeira do Arari, na Ilha do Marajó, com a Direção de Guto Nunes. O filme contou com o incentivo financeiro da Gutunes Produções Culturais e Audiovisual, com parceria do Instituto Arraial do Pavulagem e Irmandade dos Devotos do Glorioso São Sebastião.
O lançamento do filme documentário, em Belém do Pará, aconteceu no dia 09/12/2023, no Centro Cultural e Turístico Tancredo Neves - Centur, na noite de Lançamento da Campanha de Arrecadação do Cordão do Galo 2024, e também no dia 05 de janeiro de 2024, no Cine Cordão do Galo, que aconteceu no Teatro Estação Gasômetro .
Em Cachoeira do Arari (Marajó-Pará), o lançamento aconteceu no dia 13/01/2024. Atualmente, o documentário segue em exibição de lançamento por Festivais de Cinema, como o CineLab, que já o exibiu em Belém e Mosqueiro.

## Sinopse
Janeiro de 2022, pleno inverno marajoara e as ruas e campos da bucólica cidade de Cachoeira do Arari se aquece com o fervor das caixas de couro e vozes das crianças: é o tradicional Cordão do Galo, que por meio das brincadeiras projeta o futuro e fortalece as culturas populares da região com muita seriedade e zelo pelas crianças, em uma demonstração de cuidado com as pessoas e preocupação com a salvaguarda da cultura marajoara.

## Equipe técnica do filme
Direção: Guto Nunes
Roteiro: Guto Nunes
Direção de Fotografia: Marcelo Rodrigues
Edição: Guto Nunes e Marcelo Rodrigues
Fotografia Still: Kleyton Silva
Produção Executiva: Ana Paula Gaia
Produção-Geral: Gutunes Produções